# Чайківська Клавдія
Клавдія Іванівна Боцюрко, у шлюбі Чайківська (псевдо «Блискавка», або «Лискавка»; 12 травня 1912, м. Монастириська, нині Тернопільська область — 29 липня 1941, м. Тернопіль) — учасниця національно-визвольних змагань, діячка ОУН. Окружна провідниця жіноцтва ОУН.

## Життєпис
Народилася 12 травня 1912 року в м. Монастириська, нині Тернопільської области, Україна (тоді Бучацький повіт, Королівство Галичини та Володимирії, Австро-Угорщина) в патріотичній українській міщанській родині Івана та Анастасії Боцюрків. Її брат Лев Боцюрко (псевдо «Дух») також був членом ОУН. Закінчила за польської окупації 7 класів.
Співпрацювала з Володимиром Ґуляком через зв'язкову — Марію Матковську (псевдо «Колюча»). За свідченнями М. Матковської, в 1937 році під керівництвом п. Клавдії в Бучачі вона організувала молодіжну ланку ОУН.
Заарештована у Львові на зв'язковій квартирі Шевалюків 2 квітня 1940 року Чортківським НКВС. 17 червня 1940 її перевезли до тернопільської тюрми. В ув'язенні тортурована, зокрема, їй вибили зуби. 18—21 лютого 1941 року в Тернополі відбувся «процес» над симпатиками та членами ОУН, «вироком» якого (20 лютого) стало засудження до страти. Розстріляна в тернопільській тюрмі 29 липня 1941 року. Реабілітована 16 грудня 1991 року.
Чоловік — Михайло (нар. 1901, с. Курдибанівка). Доньки — Оксана, Христина.